# راندل

راندل سه رنگ نیروی هوایی فرانسه برای اولین بار قبل از جنگ جهانی اول در هواپیماهای نظامی استفاده شد.

راندِل (به انگلیسی: Roundel) یا گِردی یک صفحه‌ٔ مُدور و دایره‌ای است که به‌عنوان نماد و نشانه استفاده می‌شود.  راندل در واقع یک اصطلاح در نشان‌شناسی است اما به‌صورت رایج معمولاً برای اشاره به یک نوع نشان ملی که روی بدنهٔ هواپیماهای نظامی مورد استفاده قرار می‌گیرد گفته می‌شود. این نشان‌ها معمولاً دایره‌ای شکل و معمولاً شامل حلقه‌های متحدالمرکز با رنگ‌های مختلف هستند. نمادهای دیگری نیز به‌صورت اشکال گِرد در برندها مورد استفاده قرار می‌گیرد.

## نشان‌شناسی
راندل (گِردی) یکی از قدیمی‌ترین انواع مورد استفاده به‌عنوان نشان در اسلحه‌ها هستند که قدمتشان حداقل به قرن دوازدهم می‌رسد. راندل‌ها در نشان‌شناسی بریتانیایی بسته به رنگ نام‌های مختلفی دارند. 

## هواپیمای نظامی

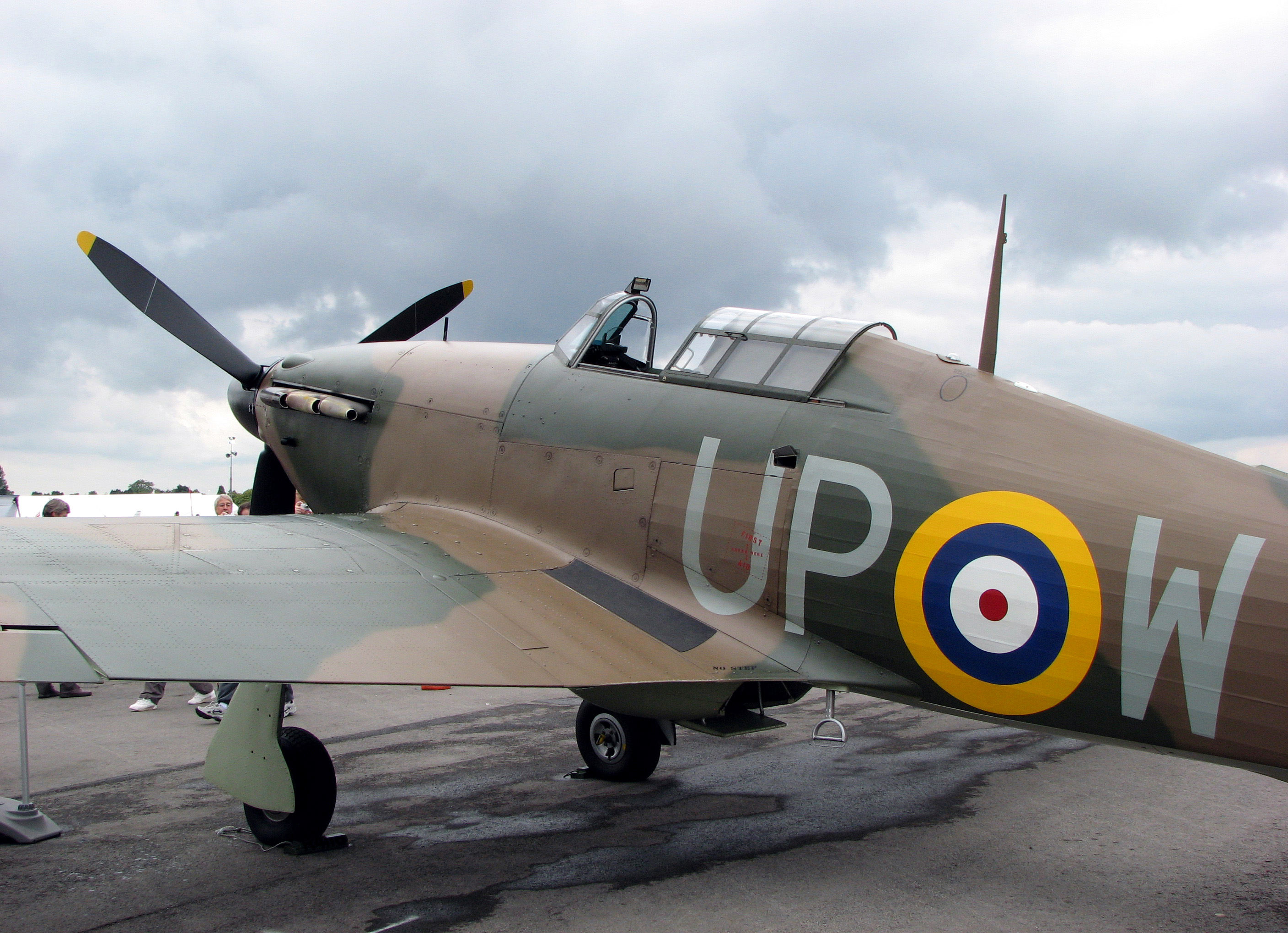
طرح راندل نیروی هوایی سلطنتی بر روی بدنه یک هواپیمای هاوکر هاریکن متعلق به جنگ جهانی دوم

سرویس هوایی فرانسه منشأ استفاده از راندل‌ها در هواپیماهای نظامی در طول جنگ جهانی اول بود.  طرح انتخاب شده کوکاد ملی فرانسه الهام گرفته شده بود که رنگ آن آبی-سفید-قرمز مطابق پرچم فرانسه است.
کوکاد در اصل گره‌ای از روبان‌ها یا نمادهای دیگر دایره‌ای یا بیضی شکل از رنگ‌های متمایز است که معمولاً روی کلاه  قرار می گرفته است. کوکادهای ملی مشابه، با ترتیب رنگ‌های مختلف، توسط متحدانشان، از جمله سپاه هوایی بریتانیا و سرویس هوایی نیرویی دریایی بریتانیا، و (در چند ماه آخر جنگ) بنگاه هوایی ارتش آمریکا طراحی و به‌عنوان نشان هواپیما مورد استفاده قرار گرفتند.

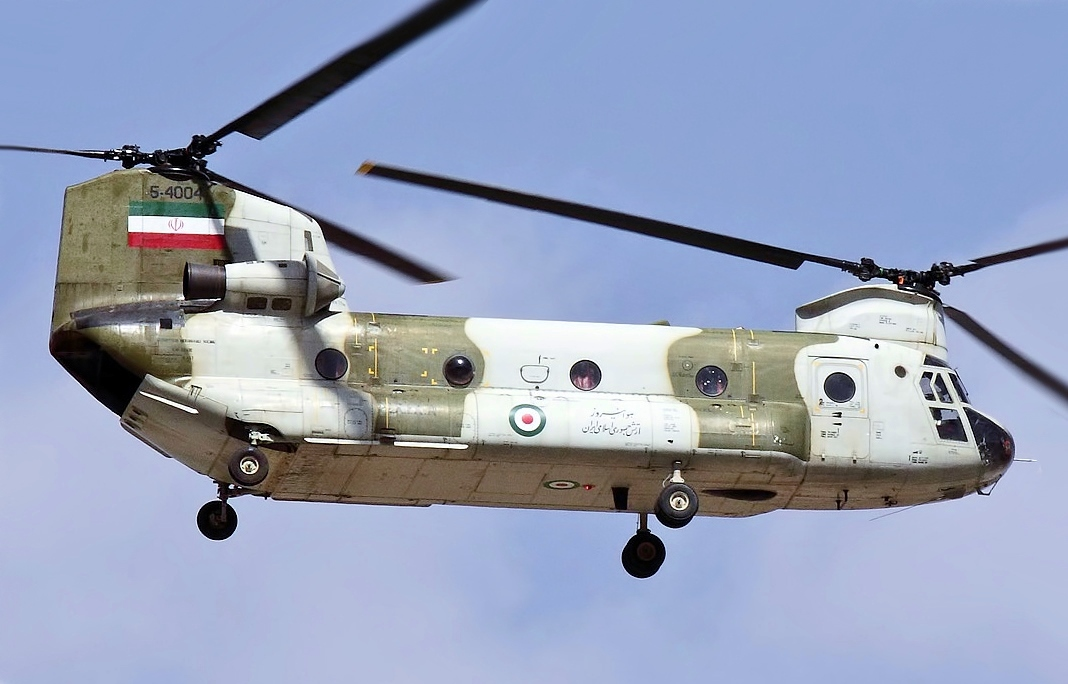
راندل نیروی هوایی ایران روی بدنهٔ هلیکوپتر سی‌اچ-۴۷ شینوک دیده می‌شود.

پس از جنگ جهانی اول، بسیاری از نیروهای هوایی دیگر نیز از نشان‌های گرد استفاده کردند که با رنگ‌های مختلف یا تعدادی از حلقه‌های متحدالمرکز مشخص می‌شد.
اصطلاح «راندل» گاهی حتی برای آن دسته از علائم هواپیماهای نظامی استفاده می شود که گرد نیستند؛ مانند نماد صلیب آهنی - بالکنکروز در نیروی هوایی آلمان یا ستاره قرمز در نیروی هوایی روسیه.

## پرچم‌ها
برخی از پرچم‌های کشورها در مرکز خود دارای نشان دایره‌هایی هستند؛ پرچم‌های بنگلادش، بلیز، برزیل، دومینیکا، اتیوپی، گرانادا، هند، ژاپن، لائوس، نیجر، کره شمالی، پالائو، پاراگوئه، کره جنوبی، تونس و اوگاندا از این جمله پرچم‌ها هستند.
پرچم‌های سرزمین‌های خارج از کشور بریتانیا تا سال ۱۹۹۹ از نماد آبی بریتانیایی استفاده می‌کردند که با حلقه‌ای سفید رنگ که بازوها یا نشان وابستگی را نشان می‌داد، کامل شده بود. همین الگو هنوز برای پرچم همه ایالت‌های استرالیا به جز ویکتوریا استفاده می‌شود.

## در فرهنگ عامه

لوگوی گروه موسیقی د هو یک راندل است.

در فرهنگ عامه نیز از راندل‌ها استفاده می‌شود. برای مثال گروه راک بریتانیایی د هو در اجراهای خود از راندل بریتانیا و پرچم‌ یونیون جک استفاده کرد. یا در طراحی جلد آلبوم‌های «جاده استنلی» و «گروهبان فلفل» از راندل استفاده شده بود. 
راندل، به ویژه راندل نیروی هوایی سلطنتی با هنر پاپ دهه ۱۹۶۰ به یاد آورده می‌شود؛ چرا که در نقاشی های جاسپر جانز و هنرمند بریتانیایی سر پیتر بلیک مورد استفاده قرار می‌گرفت.

## مثال‌ها

### راندل‌های هواپیمای نظامی
- نیروی هوایی چک
- نیروی هوایی کانادا
- نیروی هوایی سوئیس
- نیروی هوایی تایلند
- نیروی هوایی و ضدهوایی ارتش کره شمالی
- نیروی هوایی آفریقای جنوبی
- نیروی هوایی سوئد
- نیروی هوایی ایران

### راندل‌های دیگر
برخی از شرکت‌ها و سازمان‌ها در برندسازی خود از راندل استفاده می‌کنند.
- متروی لندن
- ب‌ام‌و
- باشگاه فوتبال ناپولی
- دون ولی پارک وی
- لوگوی تارگت
- لوگوی تاید